# East Tilbury
East Tilbury is een dorp in het Engelse graafschap Essex. Het maakt deel uit van het stadsdistrict Thurrock. Archeologen hebben aangetoond dat het gebied reeds in het paleolithicum werd bewoond en ook uit de tijd van Romeins Britannia zijn vondsten aangetroffen. Vanwege bodemdaling waren deze Romeinse overblijfselen in 1920 nog bij laag water zichtbaar, maar thans niet meer.
In de twintiger jaren van de twintigste eeuw verrees in het dorpje een enorme fabriek van Bata, waarvoor men ook zo'n 1400 arbeiderswoningen bouwde. De fabriek is inmiddels gesloten en men probeert het gebied te herontwikkelen.

## Geboren
Anne-Marie Nicholson (1991), zangeres